# Raghuva confertissima
Raghuva confertissima är en fjärilsart som beskrevs av Walker 1865. Raghuva confertissima ingår i släktet Raghuva och familjen nattflyn. Inga underarter finns listade.